# Terach
Terach (hebrejsky תרח‎) je biblická postava Starého zákona.
Jeho otcem je podle bible Náchor. Terach se Náchorovi narodil, když mu bylo 29 let. Terachovým dědečkem byl Serúg.
Terach měl tři syny Abrama, Náchora a Hárana.
Otec Abraháma, osmá generace od Šéma. (Lk 3:34; 1Mo 11:10–24; 1Pa 1:24–26)
Prostřednictvím svých synů Abraháma, Náchora a Hárana se Terach stal předkem početných kmenů. (1Mo 11:27; 22:20–24; 25:1–4, 13–15; 1Pa 1:28–42; 2:1, 2)
Terach měl děti teprve od svých 70 let. Abrahám je sice uváděn jako první, ale zdá se, že to není proto, že by byl prvorozený, ale proto, že byl z Terachových synů nejproslulejší.[zdroj⁠?!] Když Terach ve 205 letech zemřel, bylo Abrahámovi teprve 75 let, takže Terachovi muselo být 130 let, když se Abrahám narodil.[zdroj⁠?!] Židovská tradice však dovozuje, že Terach zplodil Abrahama ve svých 70 letech.
Podle některých výkladů byla Terachovou dcerou také Sára, Abrahámova manželka.
Terachův prvorozený syn byl s největší pravděpodobností Háran,[zdroj⁠?!] jehož dcera byla v takovém věku, že se mohla provdat za jiného Terachova syna, totiž Náchora. (1Mo 11:29)
Terach žil v Uru Chaldejců a tam také vyrostly jeho děti. (1Mo 11:28)
Ze slov u Jozua 24:2 je patrné, že Terach kdysi neuctíval Hospodina, ale uctíval jiné bohy, možná měsíčního boha Sina, božstvo, jehož uctívání bylo v Uru velmi rozšířeno. Později Terach Ur opustil a odešel s celou rodinou do Cháranu. Tam žil až do své smrti asi v roce 1943 př. n. l. (1Mo 11:31, 32; Sk 7:2–4)

## Terachova modloslužba
Terach je uveden jako příklad člověka sloužícího cizím bohům.Joz 24, 2 (Kral, ČEP) Jozue před touto cestou varuje a vyzývá izraelské kmeny, ke službě Hospodinu:Joz 24, 14–15 (Kral, ČEP)

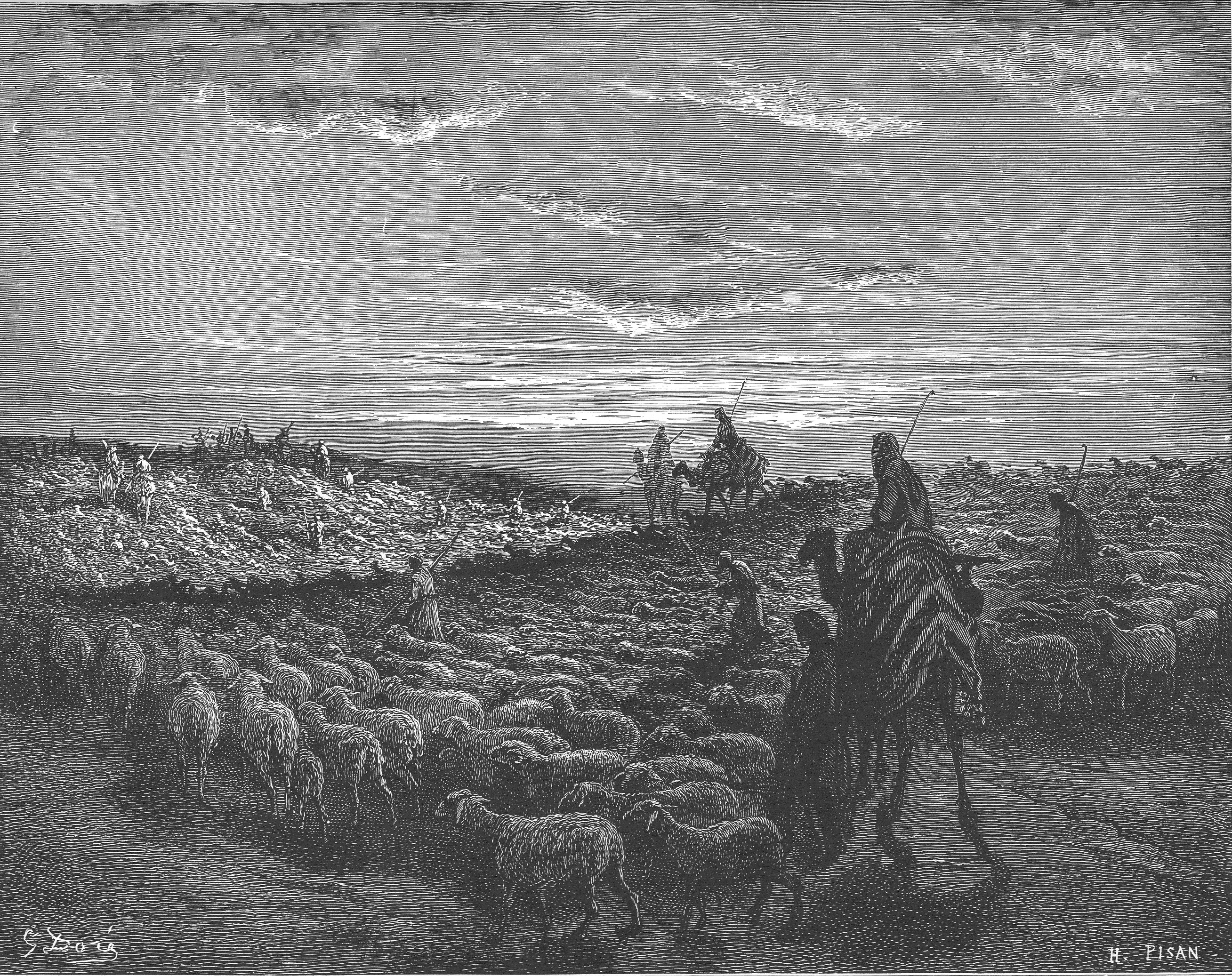
Abraham odchází na Hospodinův pokyn ze země svých otců

| „                    | Pokud se vám ale nelíbí sloužit Hospodinu, vyberte si dnes, komu budete sloužit - ať už bohům, kterým sloužili vaši otcové za řekou, anebo bohům Emorejců, v jejichž zemi bydlíte. Já a můj dům však budeme sloužit Hospodinu. | “ |
| — Bible, Jozue 24:15 | |   |

### Vývoj vztahu Abrahama a Teracha
Hospodin přikázal Abrahamovi, aby odešel ze své země, ze svého příbuzenstva, z domu svého otce Teracha a následoval Hospodina do země, kterou mu Hospodin ukáže.
| „                     | Hospodin Bůh řekl Abramovi: Odejdi ze své země, ze svého příbuzenstva a ze svého otcovského domu do země, kterou ti ukážu. | “ |
| — Bible, Genesis 12:1 | |   |